# Patriarchální vikariát sv. Jakuba pro katolíky hebrejského jazyka v Izraeli
Patriarchální vikariát sv. Jakuba pro katolíky hebrejského jazyka v Izraeli je část Latinského jeruzalémského patriarchátu, která se stará o katolíky hebrejského jazyka v Izraeli. Nese jméno sv. Jakuba, který se podle Sk 15 (Kral, ČEP) jako první biskup (apoštol) Jeruzaléma snažil o vytvoření společné komunity židokřesťanů a pohanokřesťanů. V roce 1955 byla založena Katolická asociace sv. Jakuba, která vytváří samostatný vikariát latinského patriarchátu. Komunity hebrejského jazyka jsou činné v šesti největších městech Izraele:
- Jeruzalém
- Tel Aviv
- Haifa
- Beer Ševa
- Tiberias
- Nazaret

Vikariát se stará také o společenství věřících ruského jazyka.

## Seznam vikářů
- Jean-Baptiste Gourion (1990–2005)
- Pierbattista Pizzaballa (2005–2008)
- David Neuhaus (2009–2017)
- Rafic Nahra (2017–2021)
- Piotr Zelazko (od 2021)